# عزت‌الله مقبلی
عزت‌الله مقبلی (۴ فروردین ۱۳۱۲ – ۱۳ دی ۱۳۶۷) دوبلور، گوینده رادیو، بازیگر سینما، تئاتر و تلویزیون ایران بود.

## زندگی
عزت‌الله مقبلی در ۴ فروردین ۱۳۱۲ در تهران زاده شد. فعالیت هنری را از سال ۱۳۲۴ در باشگاه کودکان به‌عنوان بازیگر تئاتر شروع کرد. از اولین نمایش‌های وی می‌توان به نمایش «پرندهٔ آبی» به عنوان بازیگر اشاره کرد. از دیگر نمایش‌های وی می‌توان نمایش‌های «انگل اجتماع»، «تاجر ونیزی»، «اولیور توئیست»، «داروی جوانی»، «یک گل و بهار»، و… را نام برد.
سپس از سال ۱۳۳۵ وارد کار دوبله شد. در عرصهٔ صداپیشگی بیشتر به‌جای اولیور هاردی و لوئی دوفونس حرف می‌زد. یکی از تیپ‌هایی که در دوبله بسیار ماندگار شد، صدای مقبلی به‌جای افراد چاق بود که معروف‌ترین آن‌ها اولیور هاردی است. صدا و نحوهٔ تیپ‌سازی مقبلی به‌جای هاردی یکی از بهترین و به یادماندنی‌ترین تیپ‌های تاریخ دوبله محسوب می‌شود و قطعاً در موفقیت فیلم‌های «لورل و هاردی» در ایران نقش غیرقابل انکار داشت. تطابق صدای مقبلی با شخصیت هاردی به‌قدری بود که بعداً پس از فوت مقبلی، گوینده‌های دیگر هرگز نتوانستند ذهنیت صدای مقبلی را از ذهن تماشاگران تلویزیون پاک کنند.
مقبلی از تیپ‌سازان موفق تاریخ دوبله به‌جای لوئی دوفونس نیز توانست تیپ خاصی مبتنی بر تند و سریع حرف زدن در قالب مردان پا به سن گذاشته و عصبی مزاج به‌وجود آورد. وی تا زمانی که در قید حیات بود به‌جای دوفونس در تمامی فیلم‌هایش حرف زد.
ارائه تیپ پیرمردهای شیرین‌سخن و زنده‌دل از جمله به‌جای والتر برنان در داشتن و نداشتن، رودخانهٔ سرخ، ریو براوو، چگونه غرب تسخیر شد و والتر هیوستون در گنج‌های سیرا مادره از دیگر اجراهای موفق و به‌یادماندنی اوست.
می‌توان گفت بی‌شک گویندگی عزت‌الله مقبلی به‌جای همایون در فیلم برجستهٔ «تپلی» نقش مهمی در شکل‌گیری شخصیت فیلم داشت. همچنین به‌جای رضا کرم‌رضایی در فیلم «کندو» یکی از بهترین کارهایش را در عرصهٔ دوبله به‌جا گذاشت و می‌توان گفت نقش مقبلی در مورد توجه قرار گرفتن بازی‌های همایون و کرم‌رضایی در جشنواره سینمایی سپاس نقشی غیرقابل انکار بود.
از دیگر نقش‌های برجستهٔ او در کار دوبله، حرف‌زدن به‌جای ادوارد جی. رابینسون در خانهٔ غریبه‌ها و ده فرمان، الک گینس به نقش فاگین در اُلیور توئیست، هیو گریفیث به نقش شیخ ایلدریم در بن هور، بادی ابسن در صبحانه در تیفانی، ادموند اوبراین در این گروه خشن، اسماعیل داورفر به نقش دوستعلی خان در مجموعهٔ تلویزیونی دایی‌جان ناپلئون، جعفر والی به نقش رئیس نظمیه و جهانگیر فروهر به نقش مأمور تأمینات در مجموعهٔ هزاردستان، روباه پیر در انیمیشن ووک، جادوگر در انیمیشن علاالدین و چراغ جادواست.
وی همزمان با دوبله، از سال ۱۳۳۵ بازیگری در سینما را با فیلم طلسم شیطان آغاز کرد و تا پایان عمر در ۱۳۶۷ ادامه داد.
در سال ۱۳۴۶ با مشارکت نصرت‌الله وحدت استودیوی دوبلاژ نقش جهان را تأسیس کرد.
از سال ۱۳۴۶ نیز فعالیتش را در رادیو آغاز کرد و خیلی زود به عنوان یک بازیگر تیپیک رادیویی شناخته شد. همچنین سال‌های طولانی در برنامهٔ رادیویی صبح جمعه با شما هنرنمایی کرد.
در دههٔ ۱۳۵۰ کارگردانی در تلویزیون را با مجموعهٔ گذر عمر تجربه کرد.

## خانواده
همسر وی محبوبه مقبلی از بازیگران قدیمی تئاتر است و در فیلم‌ها و مجموعه تلویزیونی‌های دههٔ ۱۳۶۰ و ۱۳۷۰ فعالیت داشت. زمانی که عزت‌الله مقبلی ناظم یک مدرسه بود با محبوبه فرج افشاری (مقبلی) که او نیز در امور دفتری یکی از مدارس تهران فعالیت می‌کرد، آشنا شد و با هم ازدواج کردند. فرزندش مریم مقبلی و نوه‌اش دریا مقبلی نیز به بازیگری اشتغال دارند.
فرزند او مسعود مقبلی، متولد ۱۳۴۱، در نوزده سالگی به دلیل هواداری از سازمان مجاهدین خلق ایران دستگیر شد و در تابستان ۱۳۶۷ در حالی که چیزی به آزادی‌اش نمانده بود اعدام شد. چند ماه بعد استاد عزت الله مقبلی به علت سکتهٔ قلبی در پاریس درگذشت.

## دوبله
از سال ۱۳۳۵ به دوبله پرداخت. در عرصه صداپیشگی به‌جای اولیور هاردی، لویی دوفونس و والتر برنان حرف می‌زد. از نقش‌های برجسته او در کار دوبله حرف‌زدن به‌جای والتر هوستون در فیلم گنج‌های سیرا مادره است.
یکی از تیپ‌هایی که در دوبله بسیار ماندگار شد صدای مقبلی به جای افراد چاق بود که معروف‌ترین آن‌ها اولیور هاردی است. صدا و نحوه تیپ سازی مقبلی به جای هاردی یکی از بهترین و به یادماندنی‌ترین تیپ‌های تاریخ دوبله محسوب می‌شود.

## رادیو
عزت‌الله مقبلی همچنین سال‌های طولانی در برنامه رادیویی صبح جمعه با شما هنرنمایی کرد.

### درگذشت
مقبلی در ۱۳ دیماه ۱۳۶۷ در سن ۵۵ سالگی در پاریس بعلت بیماری قلبی درگذشت و در روز چهارشنبه ۲۰ دیماه ۱۳۶۷ پس از انتقال به ایران، در قطعه ۱۲ ردیف ۱۸ شماره ۵۰ بهشت زهرا به خاک سپرده شد.

## گزیدهٔ آثار

### سینما
- ۱۳۶۷ - آخرین لحظه
- ۱۳۶۷ - شاخه‌های بید
- ۱۳۶۷ - هی جو (که بعلت فوت نابهنگامش  ایرج ناظریان به‌جای ایشان صحبت کرد).
- ۱۳۶۶ - جمیل
- ۱۳۶۶ - خبرچین
- ۱۳۶۶ - سایه‌های غم
- ۱۳۶۵ - ترنج
- ۱۳۶۵ - چمدان
- ۱۳۶۱ - سفیر[۷]
- ۱۳۵۶ - تازه عروس
- ۱۳۵۶ - فری دست قشنگ
- ۱۳۵۵ - تنها حامی
- ۱۳۵۵ - مادر جونم عاشق شده
- ۱۳۵۵ - نقص فنی
- ۱۳۵۱ - خر دجال
- ۱۳۵۱ - مطرب
- ۱۳۵۰ - ایوب
- ۱۳۵۰ - مردان سحر
- ۱۳۵۰ - معرکه
- ۱۳۴۹ - آفتاب مهتاب
- ۱۳۴۹ - سوگلی
- ۱۳۴۶ - دروازه تقدیر
- ۱۳۴۶ - میلیونرهای گرسنه
- ۱۳۴۶ - هفت شهر عشق
- ۱۳۴۵ - آقا موچول
- ۱۳۴۵ - پروفسور نخاله (همچنینی به عنوان کارگردان / سناریست و تهیه کننده)
- ۱۳۴۵ - هاشم‌خان
- ۱۳۴۴ - در دنیا بیگانه بودم
- ۱۳۴۴ - شانس بزرگ
- ۱۳۴۴ - شیطون بلا
- ۱۳۴۴ - مرخصی اجباری
- ۱۳۴۳ - دختران با معرفت
- ۱۳۴۳ - کمینگاه شیطان
- ۱۳۴۱ - زن دشمن خطرناکیست
- ۱۳۴۱ - گربه وحشی
- ۱۳۴۰ - آس و پاس
- ۱۳۴۰ - بیوه‌های خندان
- ۱۳۴۰ - خانم عوضی گرفتین
- ۱۳۴۰ - صد کیلو داماد
- ۱۳۳۹ - کی به کیه؟
- ۱۳۳۵ - طلسم شیطان
- ؟۱۳ - پاتو از گلیمت درازتر نکن

### تلویزیون
- تله‌تئاتر «با یک گل بهار» (۱۳۶۳)
- تک‌مضراب (۱۳۴۰–۱۳۴۵)
- چنگک (مجموعه تلویزیونی)
- آدم و حوا (مجموعه تلویزیونی)
- گذر عمر (مجموعه تلویزیونی)
- بوعلی سینا (مجموعه تلویزیونی)
- کوچک جنگلی (مجموعه تلویزیونی)
- هزاردستان (مجموعه تلویزیونی)
- کفش‌های میرزا نوروز
- دایی‌جان ناپلئون (مجموعه تلویزیونی)
- صبح جمعه با شما

## صداپیشگی (دوبله)
فیلم‌های خارجی:
| فیلم | بازیگر                        | نقش                          | نکات                                                             |
| --- | ----------------------------- | ---------------------------- | ---------------------------------------------------------------- |
| مجموعه فیلمهای لورل و هاردی: به‌سوی غرب، هالوها در آکسفورد، ما را چه به جبهه جنگ، احمق‌ها در دریا، شعبده‌باز، جاده تنباکو، گاوبازها، بزن بریم مکزیک، جعبهٔ موسیقی، و… | اولیور هاردی                  | اولیور هاردی                 | معروفترین و برجسته‌ترین گوینده                                    |
| اکثر فیلم‌ها: ژاندارم، مرد یخی (دردسر پدربزرگ)، بال یا ران (آشپزباشی)، هالو، جنجال بزرگ، بساز و بفروش، بانک را منفجر کن (دوبله اول)، و… | لوئی دوفونس                   |                              |                                                                  |
| پینوکیو (انیمیشن) |                               | ژپتو                         | ۱۹۴۰، والت دیزنی مدیر دوبلاژ: ژاله علو (دوبله اول)               |
| باتلاق مرگ | والتر برنان                   | تام کیفر                     | ۱۹۴۱، ژان رنوآر                                                  |
| بامبی (انیمیشن) |                               | جغد پیر                      | ۱۹۴۲، والت دیزنی مدیر دوبلاژ: خسرو خسروشاهی                      |
| داشتن و نداشتن | والتر برنان                   | ادی                          | ۱۹۴۴، هاوارد هاکس مدیر دوبلاژ: عطاءالله کاملی                    |
| الیور تویست | الک گینس                      | فاگین                        | ۱۹۴۸، دیوید لین مدیر دوبلاژ: عزت‌الله مقبلی                       |
| رودخانهٔ سرخ | والتر برنان                   |                              | ۱۹۴۸، هاوارد هاکس مدیر دوبلاژ: ایرج دوستدار (دوبله اول)          |
| گنج‌های سیرا مادره | والتر هیوستون                 | هاوارد                       | ۱۹۴۸، جان هیوستون مدیر دوبلاژ: امیرهوشنگ زند                     |
| خانهٔ غریبه‌ها | ادوارد جی. رابینسون           | جینو                         | ۱۹۴۹، جوزف ال. منکیه‌ویچ                                          |
| سابرینا | والتر همپدن                   | الیور لارابی                 | ۱۹۵۴، بیلی وایلدر مدیر دوبلاژ: علی کسمایی                        |
| یک روز در کلانتری | نینو تارانتو                  | رئیس پلیس                    | ۱۹۵۴، جورجیو سیمونلی                                             |
| مردی از لارامی | دونالد کریسپ                  | الک واگمن                    | ۱۹۵۵، آنتونی مان                                                 |
| سرزمین فراعنه | جیمز هایتر                    | میکا                         | ۱۹۵۵، هاوارد هاکس                                                |
| آناستازیا | پولیکارپه پاولوف آندره میکلسن | شیشکین ایوان واسیلی یوویچ    | ۱۹۵۶، آناتول لیتواک مدیر دوبلاژ: سعید شرافت (دوبله دوم)          |
| جنگ و صلح | بری جونز                      | کنت رستف                     | ۱۹۵۶، کینگ ویدور مدیر دوبلاژ: علی کسمایی (دوبله دوم)             |
| خون‌بها! (در ایران: گروگان) | رابرت کیت                     | رئیس پلیس جیم بکت            | ۱۹۵۶، الکس سیگال مدیر دوبلاژ: ایرج دوستدار                       |
| ده فرمان | ادوارد جی. رابینسون           | داتان (سامری)                | ۱۹۵۶، سیسیل بی. دمیل مدیر دوبلاژ: ایرج دوستدار (دوبله اول و دوم) |
| بربر و گیشا | سام جفی                       | فوجی هاسای                   | ۱۹۵۸، جان هیوستون مدیر دوبلاژ: ایرج دوستدار                      |
| وایکینگ‌ها | جیمز دونالد                   | اگبرت                        | ۱۹۵۸، ریچارد فلایشر مدیر دوبلاژ: ایرج دوستدار (دوبله دوم)        |
| بن هور | هیو گریفیث                    | شیخ ایلدریم                  | ۱۹۵۹، ویلیام وایلر مدیر دوبلاژ: احمد رسول‌زاده                    |
| ریو براوو | والتر برنان                   | استامپی                      | ۱۹۵۹، هاوارد هاکس مدیر دوبلاژ: ایرج دوستدار                      |
| سلیمان و ملکهٔ سبا | لارنس نی‌اسمیت                 | حمرای                        | ۱۹۵۹، کینگ ویدور مدیر دوبلاژ: ایرج دوستدار (دوبله اول)           |
| روانی | فرانک آلبرستون                | تام کسیدی                    | ۱۹۶۰، آلفرد هیچکاک مدیر دوبلاژ: ایرج دوستدار                     |
| صبحانه در تیفانی | بادی ابسن                     | داک گولایتلی                 | ۱۹۶۱، بلیک ادواردز مدیر دوبلاژ: علی کسمایی                       |
| دوازده صندلی | انریکه سنتی یستابن            | هیپولیتو گاریگو              | ۱۹۶۲، توماس گوتییرز آلئا                                         |
| چگونه غرب تسخیر شد | ایلای والاک والتر برنان       | چارلی گانت سرهنگ جب هاوکینز  | ۱۹۶۳، جان فورد و دیگران مدیر دوبلاژ: علی کسمایی                  |
| سقوط امپراتوری روم | فینلی کوری                    | نمایندهٔ سنا                  | ۱۹۶۴، آنتونی مان مدیر دوبلاژ: عطاءالله کاملی                     |
| قانون بی‌قانونی | ریچارد آرلن                   | بن بارمن                     | ۱۹۶۴، ویلیام اف. کلاکستون مدیر دوبلاژ: ایرج دوستدار              |
| دکتر ژیواگو | جفری کین اریک چیتی            | پروفسور بوریس کورت سرباز پیر | ۱۹۶۵، دیوید لین مدیر دوبلاژ: علی کسمایی                          |
| خشخاش هم گلی است (در ایران: گُل شیطان) | هیو گریفیث                    | صلاح رحمان خان               | ۱۹۶۶، ترنس یانگ و ژرژ لامپن مدیر دوبلاژ: ابوالحسن تهامی          |
| باندولرو! | جیمز استوارت                  | مِیس بیشاپ                    | ۱۹۶۸،‌ اندرو مک لاگلن                                             |
| این گروه خشن | ادموند اوبراین                | فردی سایکز                   | ۱۹۶۹، سام پکینپا مدیر دوبلاژ: ابوالحسن تهامی                     |
| علاءالدین و چراغ جادو (انیمیشن) |                               | جادوگر                       | ۱۹۷۰ فرانسه، ژان ایماژ مدیر دوبلاژ: عزت‌الله مقبلی                |
| به من می‌گویند هیچ‌کس | آنتونیو پالومبی               | Dirty                        | ۱۹۷۳                                                             |
| سنت آیوز (در ایران: حریف) | جان هاوسمن                    | ابنر پروکرین                 | ۱۹۷۶، جی. لی تامپسون                                             |
| حادثه جویان («پیشقراول بزرگ و کت هاوس ترزدی بدکاره») | استروتر مارتین                | بیلی                         | ۱۹۷۶ دان تیلور                                                   |
| ووک (انیمیشن) |                               | روباه پیر (پدربزرگ)          | ۱۹۸۱ مجارستان، آتیلا دارگای مدیر دوبلاژ: عزت‌الله مقبلی           |
| مهاجران (انیمه) |                               | دکتر                         | ۱۹۸۲ ژاپن، نیپون انیمیشن مدیر دوبلاژ: صادق ماهرو                 |
| بزرگترین جنگ | جان هیوستن                    | شون اوهارا                   |                                                                  |
| سزار کوچک | ادوارد جی رابینسون            | سزار                         |                                                                  |
| کلئوپاترا | آندرو کایر                    | آگریپا                       |                                                                  |
| تصویر جنی، زنده‌باد زاپاتا (دوبله دوم)، وحشی، اخگر سبز، شیطان‌صفتان، علی‌بابا و چهل دزد بغداد، آسیابان عشوه‌گر (دوبله دوم)، ساعات ناامیدی، رودخانهٔ کانیون، ساده‌لوح، انتقام دراکولا، آوازخوان نه آواز، ایرما خوشگله (دوبله اول)، کلئوپاترا (دوبله دوم)، یوزپلنگ (دوبله دوم)، جایی که عشق نیست، ریو کانچوس، قتل‌عام گراند کانیون (مبارز)، جاسوسی با شلوار توری، دانه‌های شن، دکتر فاستوس، زِد، قطار وحشت، شبیخون یولزانا، و… |                               |                              |                                                                  |

### کارتون
- ووک (پدر بزرگ)
- بامبی (چغد)

### گویندگی در فیلم‌های ایرانی
- جعفر والی و جهانگیر فروهر (مجموعهٔ هزاردستان، ساختهٔ علی حاتمی)
- تمامی فیلم‌های همایون، کمدین دهه‌های ۱۳۴۰ و ۱۳۵۰
- خسرو دستگیر (گل مریم، ۱۳۶۶)
- حسین ملکی (ترن، ۱۳۶۷)
- سعید امیرسلیمانی (کفش‌های میرزا نوروز، ۱۳۶۴)
- کمال‌الملک (فیلم) به جای جهانگیر فروهر
- اسماعیل داورفر (دوست علی خان) - دائی جان ناپلئون
- روایت عشق
- جمیل
- خبرچین
- یکی از کارهای ایشان که کمتر کسی از آن اطلاع دارد، بازی در نقش کیان (کیسان ابوعمره) در نمایشنامه ای در خصوص مختار ثقفی می باشد که در سال ۱۳۵۹ به کارگردانی رامین فرزاد و نویسندگی حسین مدنی برای رادیو ساخته شد.</ref>http://book.iranseda.ir/DetailsAlbum/?VALID=TRUE&g=93051

## گالری شخصیت‌های صداپیشه

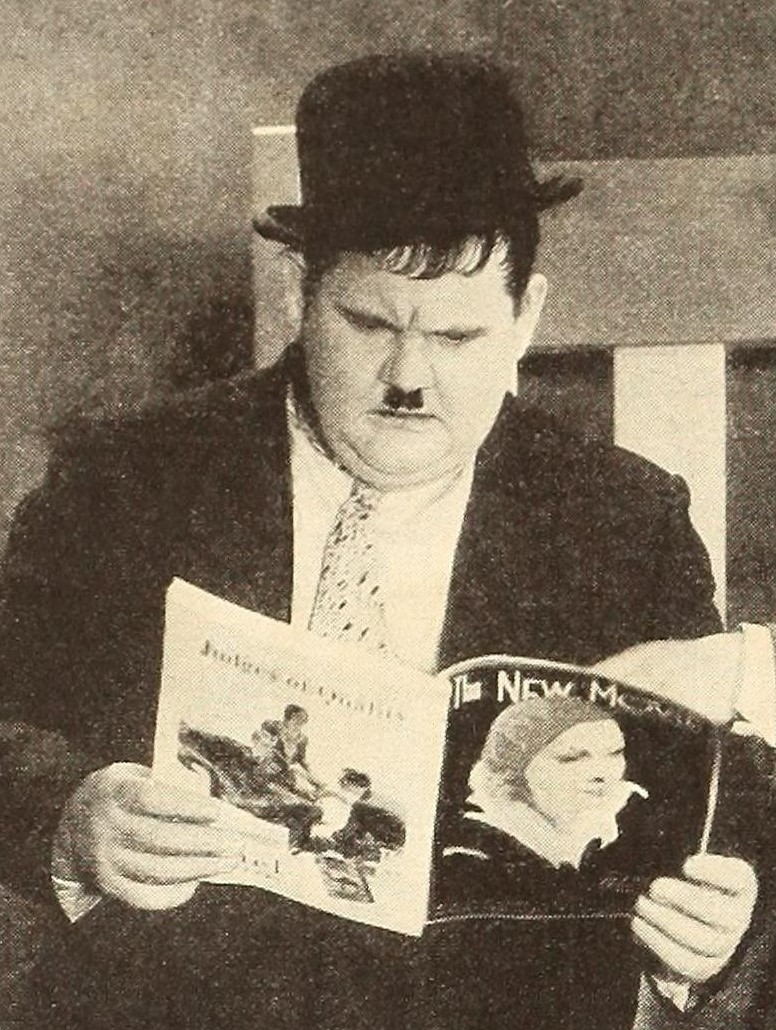
الیور هاردی